# 初等教育

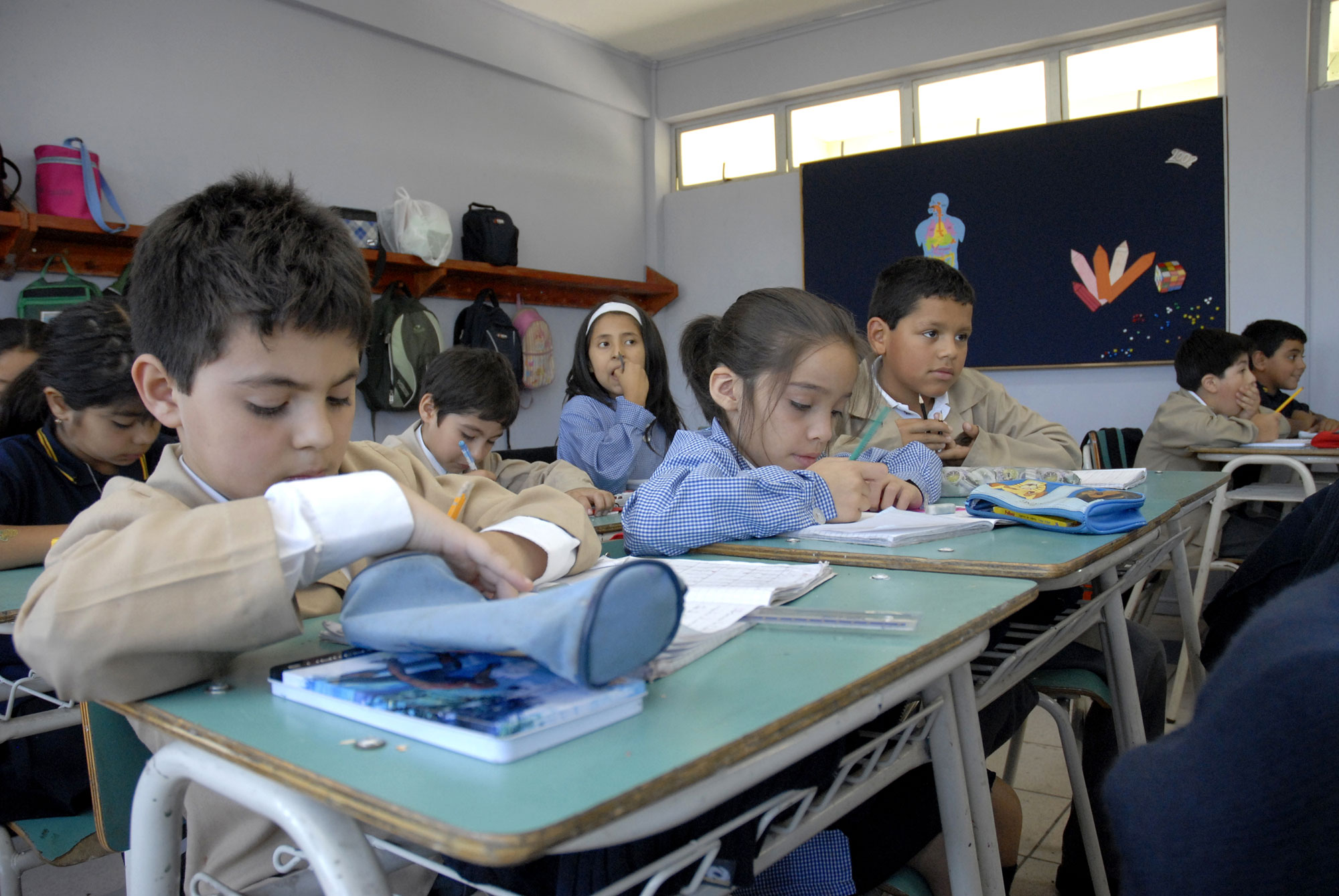
智利初等教育中的學生

初等教育，也称为第一期教育（英語：Primary education）一般而言係指第一階段的义务教育，界於學前教育與中等教育間，初等教育通常在小学或國民小學進行。在一些國家中，初等教育之後是初级中学，初級中學係初等教育與中学間的階段。

## 各地情况

### 南美洲

#### 阿根廷
第26,206号《国家教育》法规定，教育是社会公共利益和社会权利，政府应当保障个人接受教育的权利。
根据各省情况，小学教育分为两种，六年制和七年制。

## 外部連結
- National Association for Primary Education (UK)
- Teachers TV Free Resources and Downloads for Primary School Teachers
- BBC schools website 4-11（页面存档备份，存于）
- Teach.com Information for Elementary School Teachers in the U.S.
- William N. Hailmann（英语：William N. Hailmann）. . . 1920. A view from the United States in 1920.